# Plagionotus floralis
Plagionotus floralis (Synonym Echinocerus floralis, der Gattungsname wird noch diskutiert) ist ein Käfer aus der Familie der Bockkäfer und der Unterfamilie Cerambycinae. Die Art ist hauptsächlich in Südosteuropa anzutreffen und im südlichen Mitteleuropa selten bis sehr selten. Deswegen ist hier nur der wissenschaftliche Name gebräuchlich. In Gebieten, in denen der Käfer zum Schädling werden kann, heißt er sinngemäß "Luzernenbock".
Die Art wird in der Roten Liste gefährdeter Arten Deutschlands nicht geführt. In Brandenburg, Rheinland-Pfalz und Thüringen ist sie als ausgestorben oder verschollen eingestuft.

## Bemerkungen zum Namen
Die Erstbeschreibung der Art erfolgte 1776 durch Pallas unter dem Namen Cerambyx floralis. Nach der Beschreibung fährt Pallas fort: Colligitur in floribus …. (lat. wurde auf Blüten gesammelt...). So erklärt sich der Artname "floralis" (lat. auf Blüten lebend).
Der Gattungsname Plagionotus (von altgr. πλάγιος plágios, quer und νότος nōtos, Rücken) entstand in zwei Schritten. Zuerst wurde alle Cerambyx-arten mit großem rundlich gewölbtem Brustschild ohne Dornen in die Gattung Clytus gestellt. Clytus wurde von Mulsant aufgespalten. Die Arten, die sich durch die Eigenschaft Prothorax queroval, mindestens ein Drittel breiter als lang gegen die Arten mit längsovalem oder rundlichem Prothorax abgrenzen, wurden der Gattung Plagionotus zugeordnet.
In Europa ist die Gattung Plagionotus mit acht Arten vertreten, weltweit mit zwölf Arten.

## Merkmale des Käfers
Der Körper ist langgestreckt und walzenförmig. Seine Länge schwankt stark und liegt zwischen sechs und zwanzig Millimeter.
Der Kopf ist breiter als lang. Die Mundwerkzeuge zeigen nach unten. Die Stirnmitte ist leicht eingedrückt und ohne Kiel. Die elfgliedrigen, rotbraunen Fühler sind kräftig und verschmälern sich zum Ende. Die mittleren Fühlerglieder sind am Ende ausgerandet und eckig vorgezogen. Die nierenförmigen Augen umfassen die Fühlerbasis von hinten nur zu einem kleinen Teil, der Abstand der Basen der beiden Fühler zueinander ist kleiner als der Abstand der Innenränder der Augen (Abb. 2).
Der Halsschild ist annähernd kugelig und fast so breit wie die Flügeldecken. Er ist schwarz und zeigt am Vorderrand und vor dem Hinterrand je eine gelbe Querbinde.
Die schwarzen Flügeldecken sind ebenfalls blassgelb quer gebändert. Das erste „Band“ wird von dem gelb behaarten Schildchen und den daneben liegenden breiten gelben Haarflecken gebildet. Noch im ersten Drittel der Flügeldecken folgt ein Band, das an der Flügeldeckennaht nach vorn verschoben ist. Kurz nach der Mitte der Flügeldecken folgt das breiteste Band. Es ist an der Flügeldeckennaht nach hinten verschoben. Ein weiteres Querband liegt im dritten Drittel der Flügeldecken. Schließlich sind auch die Hinterenden der Flügeldecken gelb behaart.
Die Beine sind rotbraun und robuster als bei den Arten der Gattung Clytus, die Schenkel oft angedunkelt. Mittel- und Hinterschenkel sind auf der Unterseite nicht lang abstehend behaart wie bei verwandten Arten (Abb. 4). Die fünfgliedrigen Tarsen erscheinen viergliedrig, da das vierte Glied sehr klein und zwischen den Lappen des dritten Gliedes versteckt ist.

## Biologie
Die wärmeliebende Art ist in Mitteleuropa nur an trockenen Wärmestellen anzutreffen, etwa Steppe auf sandigem Untergrund, auch Feldraine auf tonigem Untergrund. Die Larve entwickelt sich in verschiedenen krautigen Pflanzen, in den Stängeln oder in der Wurzel (z. Bsp. Luzerne, Schafgarben, Wolfsmilch). Der Lebenszyklus ist einjährig, an der nordöstliche Grenze des Verbreitungsgebietes kann die Entwicklung auch zwei Jahre dauern. Der adulte Käfer erscheint im Mai und Juni. Man findet ihn dann auf Blüten, häufig auf Schafgarbe. Der in Mitteleuropa seltene Käfer kann in anderen Gebieten zum Schädling werden.
| Abb. 1: Seitenansicht Abb. 3: weiße Variante | Abb. 2: Ansicht von vorn Abb. 4: vorn Mittelschiene und Mitteltarsus, dahinter Hinterschenkel |

## Verbreitung
Das Verbreitungsgebiet von Plagionotus floralis reicht von Spanien weit nach Osten, umfasst das Schwarze Meer und Kleinasien. Von Mitteleuropa erreicht es nur die südlichen Teile, alte Funde aus Deutschland sind fraglich. In Österreich finden sich dauernde Siedlungen. Die aktuelle nördliche Verbreitungsgrenze im östlichen Mitteleuropa verläuft derzeit durch Niederösterreich und Südmähren. Im Osten des Verbreitungsgebietes dringt der Käfer auch weiter nördlich vor. So ist er auch in Nordrussland zu finden.